# 稲葉信通
稲葉 信通（いなば のぶみち）は、豊後国臼杵藩の第4代藩主。

## 生涯
寛永18年（1641年）、父の死去により跡を継ぐ。民政に尽力し、文武を奨励し、土木事業や社寺の再建を行なうなどして藩政の基礎を固めた。江戸府内の火消し役、公家の接待役、女院御所の造営、日根野吉明改易後の府内藩在番、高力高長改易後の唐津藩在番を務めた。寛文13年（1673年）6月24日、66歳で死去し、跡を長男・景通が継いだ。墓所は東京都港区高輪の東禅寺。

## 系譜
父母
- 稲葉一通（父）
- 多羅 ー 細川忠興の三女（母）

正室、継室
- 光浄院 ー 織田信良の次女（正室）
- 天量院 ー 織田信良の三女（継室）

側室
- 宮崎氏

子女
- 稲葉景通（長男）生母は光浄院（正室）
- 稲葉知通[1]（三男）
- 稲葉通行（四男）
- 花山院定誠室
- 織田信久正室

本能寺の変は明智光秀が織田信長を襲撃し、自害に追い込んだことで著名であるが、信通は光秀の曾孫ながら正室、継室とも信長の曾孫を迎えている。